# Теа Бекман
Теа Бекман (нід. Thea Beckman;  23 липня 1923, Роттердам — 5 травня 2004, Буннік) — нідерландська дитяча письменниця.

## Біографія
Вже в юному віці Теа знала, що хоче стати письменницею. Слухаючи музику, підлітком вона писала численні розповіді, а музичний жанр варіювався в залежності від того, який епізод зображувався (це могла бути класична музика, або ж саундтреки до фільмів).
Бекмен закінчила Утрехтський університет, де вивчала соціальну психологію. Внаслідок Великої депресії її батько втратив роботу, тому вона була дуже рада, що все-таки здобула освіту, яка особливо пригодилась після Другої світової війни.
Як псевдонім Теа мала намір використати прізвище чоловіка — Бекманн, але, на прохання видавця, вона була змушена змінити його на Бекман, адже наявність двох «н» у прізвищі звучало «занадто по-німецькому» з огляду на погану репутацію Німеччини після Другої світової війни.
Найвідоміший твір Бекман — «Хрестоносець у джинсах» (нід. Kruistocht in spijkerbroek), хронофантастичний (подорож у часі) дитячий роман 1973 року, за який вона отримала нагороду «Золотий стилос» (нід. Gouden Griffel). Книга описує дитячий хрестовий похід 1212 року. Теа також прославилась завдяки своїй постапокаліптичній трилогії, яка була започаткована книгою «Діти Матері-Землі», де колонія Гренландії, якою керують жінки, бореться з мілітарною «чоловічою» колонією Європи. Хоча книга і містить явні феміністичні теми, Бекмен заявляла, що не поділяє ідеологію книги. «Люди — жадібні, агресивні та фанатичні» — така ідея книги, ідея, яку авторка ніколи не поділяла.
Теа Бекман померла в своєму будинку в містечку Буннік в 2004 році, на 80-му році життя.